# Enguiso
Enguiso è un centro abitato del comune di Ledro in provincia autonoma di Trento. L'abitato si trova nella Valle di Concei, laterale della Val di Ledro, all'estremità sudoccidentale del territorio provinciale.

## Storia

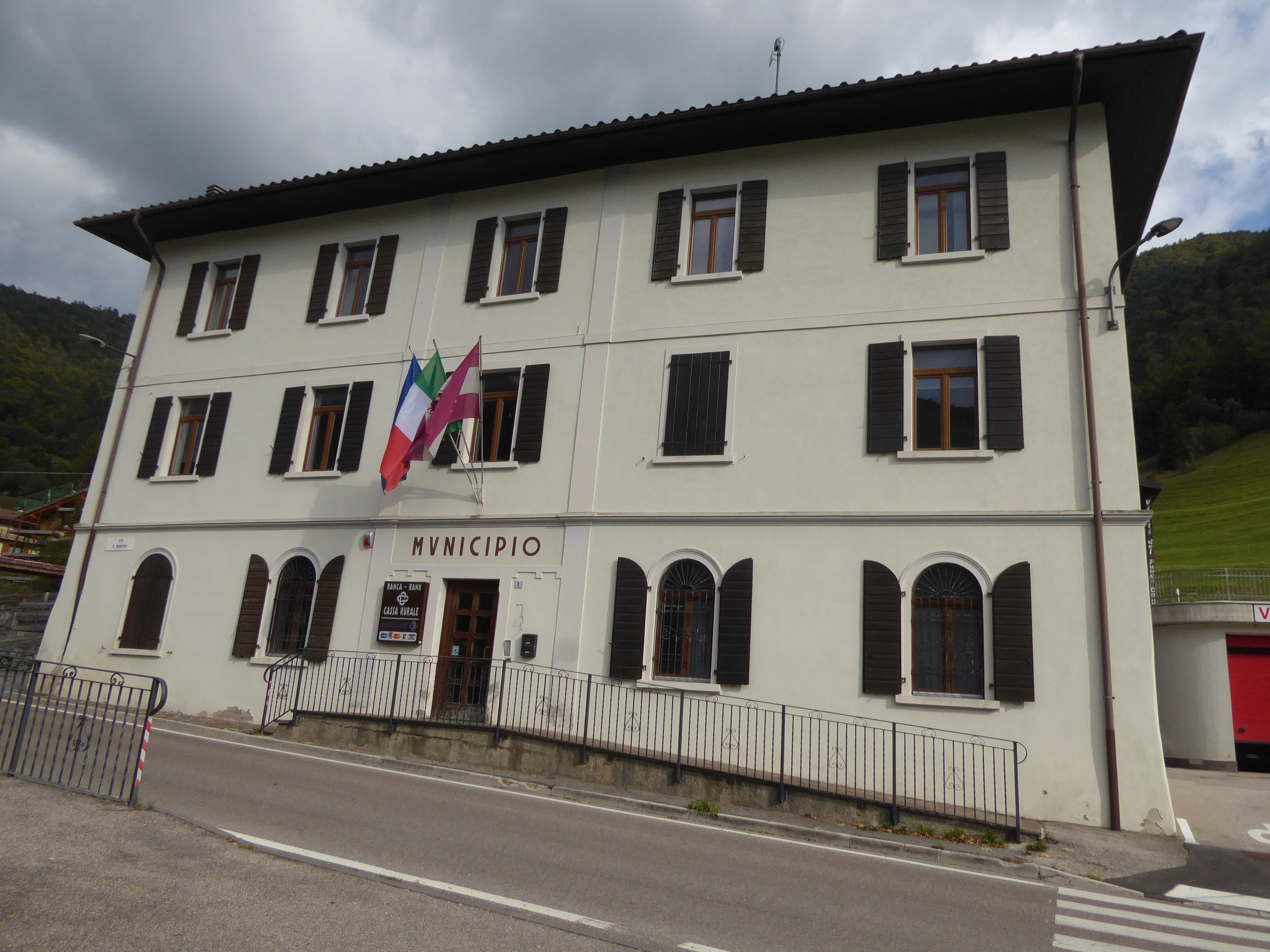
L'ex municipio di Enguiso

Enguiso è stato un comune italiano istituito nel 1920 in seguito all'annessione della Venezia Tridentina al Regno d'Italia. Nel 1928 è stato aggregato al comune di Bezzecca. Nell'agosto del 1952 veniva istituito il comune di Concei, staccando da Bezzecca gli ex comuni di Enguiso, Lenzumo e Locca. Nel 2009 l'entità amministrativa denominata Comune di Concei cessa di esistere, ed Enguiso, così come le altre due frazioni che lo componevano, viene aggregato al nuovo comune di Ledro.

## Monumenti e luoghi d'interesse
- Chiesa della Presentazione di Maria, di cui si ha menzione nei documenti ecclesiastici almeno dal 1561, originariamente dedicata a San Sebastiano.